# Zachariasz Modzelewski
Zachariasz Modzelewski (ur. 5 listopada 1648 na Mazowszu, zm. 13 lipca 1710 w Nieświeżu) – polski filozof, jezuita.

## Życiorys
Wstąpił do zakonu jezuitów (1668) i odbył nowicjat w Wilnie. Studiował filozofię w Akademii Wileńskiej (1673-1676) i teologię (1678-1682). Po zakończeniu studiów przyjął święcenia kapłańskie (Wilno 1682). W 1685 uzyskał na Akademii Wileńskiej tytuł magistra sztuk wyzwolonych. Wykładał tam filozofię (1685-1688) i etykę (1689-1691) . 
Ponadto, pracował jako nauczyciel w szkołach jezuickich, ucząc filozofii w kolegium jezuitów w Pułtusku i Warszawie (1682-1685) oraz będąc rektorem w kolegium jezuitów w Łomży (1694-1699) .

## Poglądy
Modzelewski był przedstawicielem nowożytnego arystotelizmu chrześcijańskiego. Obok autorów klasycznych (Arystoteles, Platon (krytycznie), Cyceron, Seneka) i chrześcijańskich (Augustyn z Hippony, Tomasz z Akwinu, Franciszka Suareza), pojawiają się również sporadycznie współcześni filozofowie polityczni (Jean Bodin, Giovanni Botero, Nicolaus Vernulaeus, Georg Schönborner) .
Zajmował się zagadnieniami logiki, filozofią przyrody, etyką i filozofią polityczną. Jego piśmiennictwo jest jedynym z nielicznych przykładów polskich prac z zakresu etyki z XVII w . 

## Dzieła
- (1688) Conclusiones ex universa philosophia, Wilno,
- (1690) Theses ethico-politicae de societate humana, Wilno[2],
- (1689-1691) Tractatus Politicus, w rękopisie,
- (1691) Praelectiones politicae, w rękopisie,
- (1685-1687) rękopisy wykładów w Akademii Wileńskiej z logiki i filozofii przyrody.